# Pappenheimer Berg
Der Pappenheimer Berg, ein 834,5 m ü. NHN hoher Berg im Thüringer Schiefergebirge, liegt im Ortsgebiet von Ernstthal und erhebt sich über Lauscha im Landkreis Sonneberg. Er erstreckt sich südlich des Rennsteigs und wird damit zum Südlichen Hohen Schiefergebirge gerechnet. Von beiden Orten aus führen Wanderwege über den Bergrücken, mit Ausblicken in das Lauschatal. Von seinem Gipfel bis zum südlichen Ortsausgang von Ernstthal erstrecken sich die drei Pisten des Skiparadies Ernstthal, das auch eine Sommerrodelbahn, mit 1300 m Gesamtlänge (500 m Lift und 800 m talwärts) eine der größten Anlagen Deutschlands, aufweist.
Im Norden des Massivs verläuft der Rennsteig über den Ausläufer Ernstthaler Steig (810 m ü. NN), der Nahtstelle zum Eisenbergmassiv. Westlich schließt sich im Ortsgebiet von Ernstthal der Brehmenstall (776 m) an, im Süden geht die Hochfläche des Pappenheimer Berges in die des Großen Tierbergs (805 m) über. Die Erhebung südlich dieser Engstelle wird auch Kleiner Tierberg (769 m) genannt. Im westlichen Seitental zwischen den beiden Bergen befindet sich die Marktiegelschanze. Weiter südlich, etwa auf halbem Wege zum Hauptgipfel, erhebt sich der Schnitzerskopf (760 m). Im Südosten des Großen Tierbergs erhebt sich der Breite Berg (783 m). Die Nahtstelle zwischen diesen Bergen wird von alten Schieferhalden markiert. Hier befindet sich die Ausflugsgaststätte Bergmannsklause.
Südlich des Großen Tierbergs, durch eine Scharte deutlich von diesem und damit vom Pappenheimer Massiv getrennt, liegt das Steinacher Oberdorf auf einem Berg (570 m), der offiziell als Kleiner Tierberg bezeichnet, von den Einheimischen aber Bocksberg genannt und der bereits dem westlichen Frankenwald zugerechnet wird.
Im Osten des Pappenheimer Berges, ebenfalls deutlich durch eine Scharte getrennt, erhebt sich der Limberg (793 m) über Hasenthal. Im Nordosten erhebt sich der Mittelberg, zu dem eine schmale Nahtstelle am Rennsteig besteht. Östlicher Nachbar am Rennsteig ist der Hohe Schuß.